# Нев'янська вежа
Нев'янська вежа (рос. Невья́нская наклонная ба́шня) — пам'ятка архітектури, що знаходиться у місті Нев'янськ Свердловської області Росії. Побудована в першій половині XVIII століття за наказом Акинфія Демидова.
Висота вежі — 57,5 м, основа — квадрат зі стороною 9,5 м. Відхилення вежі від вертикалі — близько 1,85 м, причому найбільший нахил спостерігається у нижньому ярусі (3°16').

## Опис
Всі елементи будови типові для староруської архітектури: внизу — четверик (квадратна основа), а зверху надбудовано ще три восьмигранних яруси.

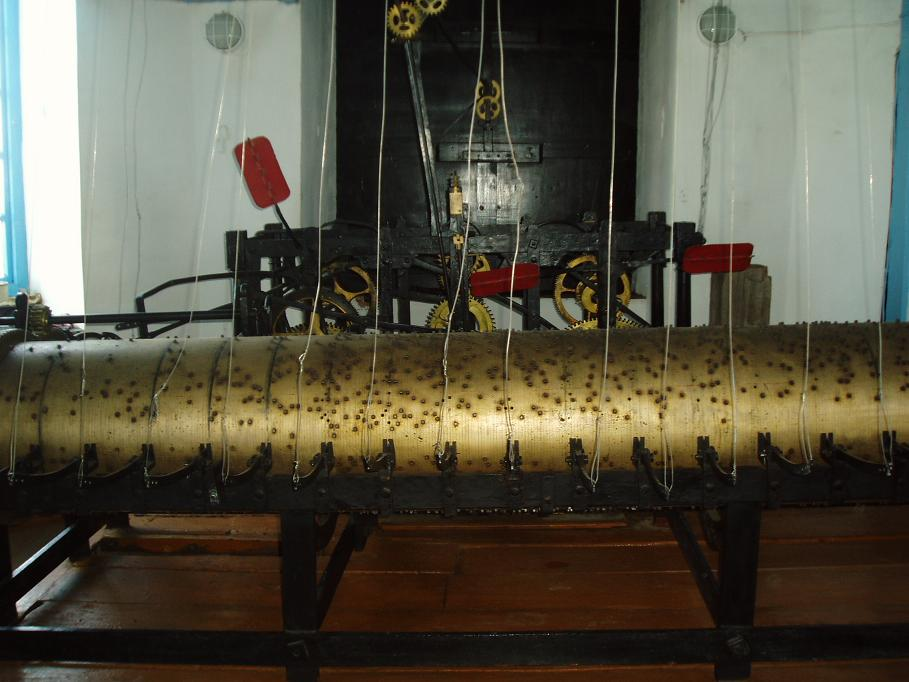
Частина годинникового механізму

Зводили вежу з особливої, так званої «підп'ятної», цегли. Для її виробництва червону глину розминали голими ногами, що дозволяло намацати і видалити з неї всі камінчики. Потім в масу додавали вапняне борошно і яєчний білок. Після випалу кожну цеглину перевіряли на міцність, скидаючи її з десятиметрової висоти. У справу йшли тільки цілі. Потужні двометрові стіни нижнього ярусу повинні були стати гарантією надійності будови. Але якраз ця ваговитість і стала головною причиною відхилення вежі.
Ґрунт, розмитий ґрунтовими водами, не витримав багатотонного тиску основи. Вежа почала з'їжджати і нахилилася. Щоб вирівняти конструкцію, цеглини всіх подальших ярусів стесуються під певним кутом — це додало будові шаблеподібну форму. Вимірювання показують: четверик вежі відхилений від осі на три градуси, середина — на один, вершина ж строго вертикальна.

### Технічні параметри вежі
1. Основа- квадрат зі стороною 9,5 м.

2. Відхилення вежі від вертикалі — близько 1,85 м. 

3. «Вікова осадка» — 0,9 мм на рік. 

4. Висота — 57,5 м. 

5. Товщина стін в основі — 2 метри, на останньому рівні — 32 см. 

6. Вага флюгера — 25 кг, довжина — 178 см. 

7. Діаметр кулі-громовідводу — 30 см, довжина шипів-променів — 40 см. 

8. Музичний бій годинника створюють десять мідяних і один бронзовий дзвін вагою більше тонни.

### Характеристика
Прикраса стін — мереживні чавунні решітки балконів. Метал, з якого вони відлиті, настільки високої якості, що на ньому досі немає і натяку на корозію. Вінчають купол вежі флюгер з гербом Демидових і новий громовідвід, що нагадує золоте сонце з променями-шипами (старий, покалічений ударами блискавок, доживає свій вік в музеї Нев'янської вежі). Заземлення забезпечують металеві конструкції, що пронизують будівлю і йдуть в землю. Цікава деталь: офіційно вважається, що громовідвід був винайдений Бенджаміном Франкліном лише в 1760 році, тобто через багато років після появи його на Нев'янській вежі.
Внутрішні приміщення розташовуються на дев'яти рівнях-поверхах. На третьому поверсі знаходиться секретна лабораторія Акінфія Демидова, де нібито карбували фальшиві гроші. Вважається, що доказом тому служили знайдені в сажі димоходу мікрочастинки срібла і золота. Однак грошей цих ніхто ніколи не бачив, не знайдено і ніякого обладнання для їхнього виробництва.
На четвертому поверсі знаходиться слухова кімната. Особливість її в тому, що, якщо повернутися обличчям до одного з кутів, можна почути навіть найтихшу розмову людей, що знаходяться в протилежному. Такий звуковий ефект досягається за рахунок оптимального співвідношення радіуса склепіння, що перекриває кімнату, і довжини звукової хвилі.
Сьомий і восьмий поверхи займають куранти, створені в 1730 році англійськими майстрами. Акинфій Демидов придбав їх за п'ять тисяч рублів. На ті часи ціна ця була нечувано високою, годинник коштував дорожче самої вежі, яку в другій половині XVIII століття оцінили в 4207 рублів золотом. Механізм вражає не тільки точністю ходу і красою дзвону, а й репертуаром музичному вала, на якому спочатку було «записано» 18 мелодій (в 1985 році до них додалися хор «Слався!» З опери М. Глінки «Іван Сусанін» і весільний марш Ф. Мендельсона).
На верхньому поверсі вежі розташований балкон, який в минулі часи служив спостережним пунктом.